# هيروشي تاكاهاشي (مهندس معماري)
هيروشي تاكاهاشي (باليابانية: ワークステーション) هو مهندس معماري ياباني، ولد في 1953 في طوكيو في اليابان.